# Чуртанликуль
Чуртанлику́ль (рос. Чуртанлыкуль, башк. Суртанлыкүл) — присілок у складі Балтачевського району Башкортостану, Росія. Входить до складу Нижньокаришевської сільської ради.
Населення — 129 осіб (2010; 170 у 2002).
Національний склад:
- башкири — 57 %
- татари — 40 %